# Henry Stuart (Politiker)
Henry Stuart (* 5. April 1804; † 26. Oktober 1854) war ein britischer Politiker, der viermal als Abgeordneter für das House of Commons gewählt wurde.
Henry Stuart entstammte einer alten Nebenlinie der Familie Stuart. Er war ein jüngerer Sohn des Erzbischofs von Armagh, William Stuart, und dessen Frau Sophia Penn. Sein Vater starb 1822, worauf Henrys älterer Bruder William den Großteil der Besitzungen ihres Vaters erbte. William wurde mehrfach als Abgeordneter für Bedfordshire für das House of Commons gewählt, doch er zog sich 1834 aus der Politik zurück. Bei der Unterhauswahl 1837 wurde daraufhin Henry Stuart als Kandidat der Conservative Party für Bedfordshire gewählt. Der unterlegene bisherige Abgeordnete Samuel Crawley focht daraufhin die Wahl an, worauf 1838 dieser anstatt Stuart als Abgeordneter bestätigt wurde. Nachdem Crawley 1841 sein Mandat niedergelegt hatte, wurde in einer Nachwahl wieder Stuart als Abgeordneter für Bedfordshire gewählt. Bei den Unterhauswahlen 1847 und 1852 wurde er wieder gewählt. Nach seinem Tod wurde sein Neffe William Stuart in einer Nachwahl als Abgeordneter für Bedfordshire gewählt.
Stuart gehörte 1847 zu den Gründern der Freimaurerloge Stuart Lodge in Kempston.